# Bonifacio Veronese

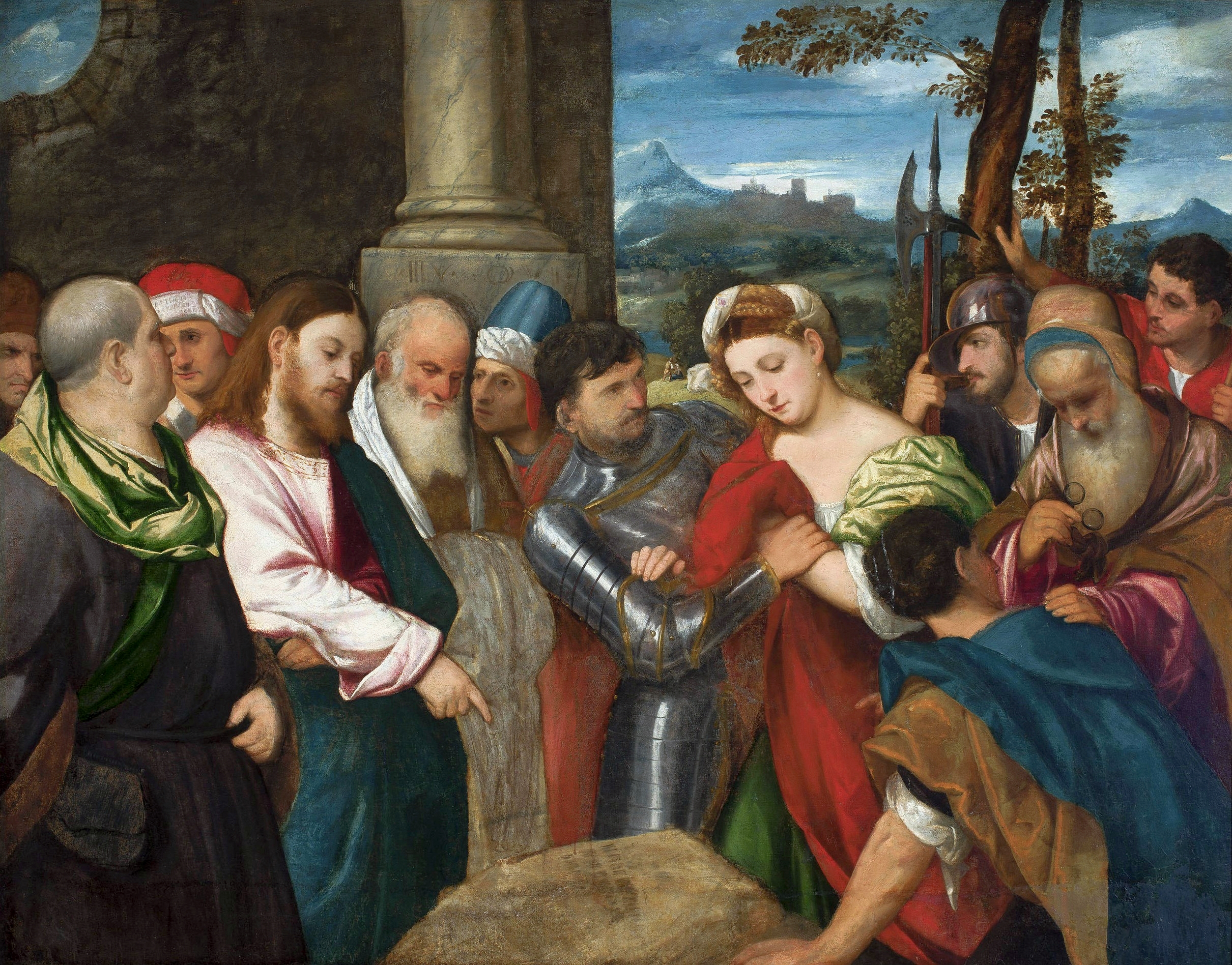
Chrystus i jawnogrzesznica (poł. XVI w.), Muzeum Narodowe w Warszawie

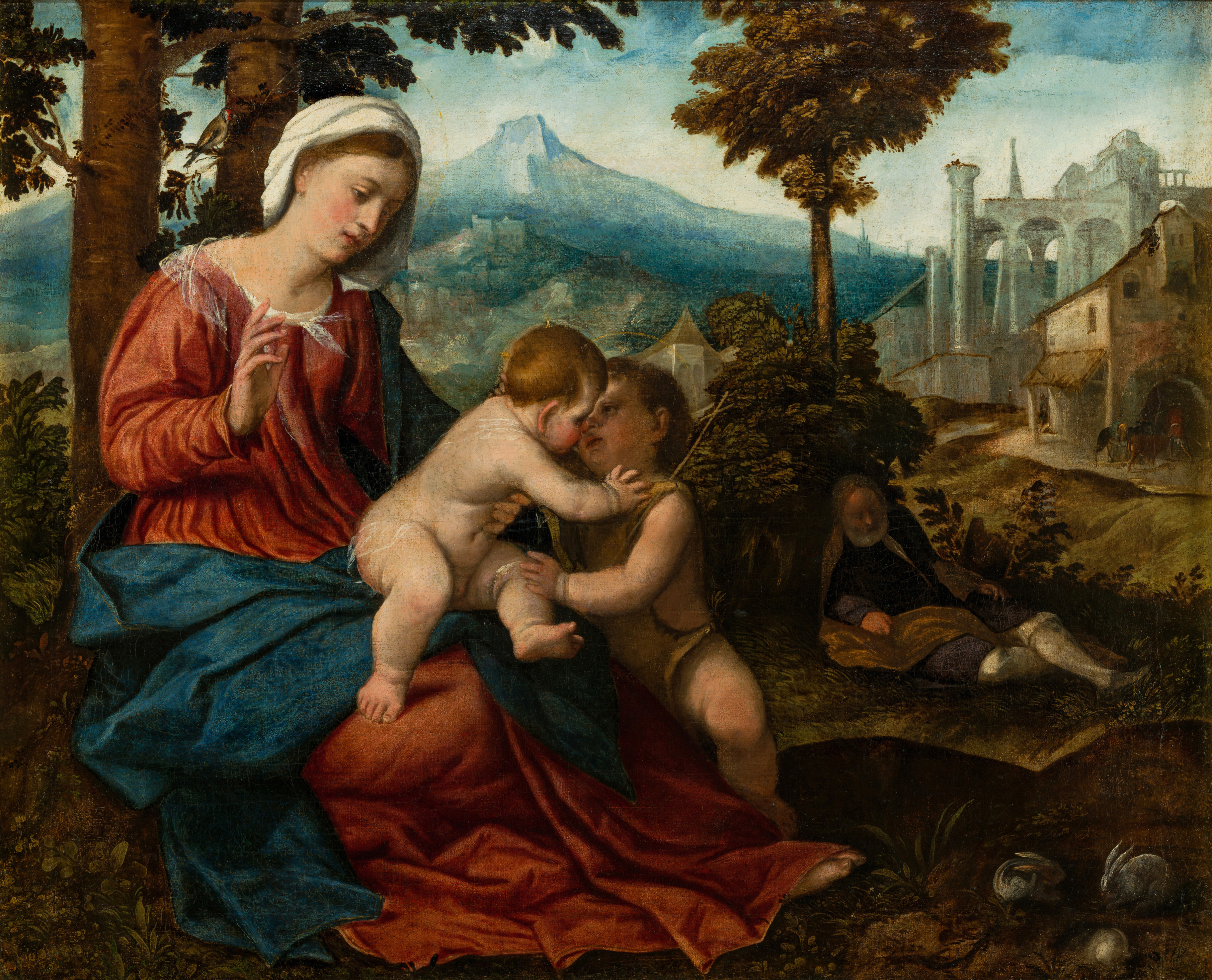
Św. Rodzina ze św. Janem Chrzcicielem (poł. XVI w.), Zamek Królewski na Wawelu, Kraków

Bonifacio Veronese lub Bonifacio Veneziano, właśc. Bonifacio de' Pitati (ur. 1487 w Weronie, zm. 19 października 1553 w Wenecji) – włoski malarz okresu późnego renesansu i manieryzmu.
Niewiele wiadomo o jego życiu. W 1505 przeniósł się wraz z rodziną do Wenecji. Był uczniem Palmy il Vecchia. Uległ wpływowi Belliniego, Giorgionego i Tycjana.
Aby sprostać licznym zamówieniom zorganizował wielką pracownię na wzór przedsiębiorstwa. Ważnym jego dziełem była dekoracja Sali Rady Dziesięciu w Palazzo Camerlenghi w Wenecji.
Malował obrazy religijne i alegoryczne.
Jego uczniami byli m.in. Jacopo Bassano i Jacopo Tintoretto.

## Wybrane dzieła
- Alegoria Wojny i Pokoju –  109 x 96 cm, Gemäldegalerie, Berlin
- Bogacz i Łazarz –  (1540) 205 x 436 cm, Gallerie dell’Accademia, Wenecja
- Chrystus i jawnogrzesznica –  175 x340 cm, Pinakoteka Brera, Mediolan
- Chrystus i jawnogrzesznica –  134 x 171 cm, Muzeum Narodowe w Warszawie
- Chrystus i jawnogrzesznica –  163 x 202 cm, Muzeum Sztuk Pięknych, Budapeszt
- Chrystus wśród uczonych –  (1544-45), 198 x 176 cm, Galleria Palatina, Florencja
- Dwa amorki –  74,5 x 74,5 cm, Gemäldegalerie, Berlin
- Madonna z Dzieciątkiem i świętymi – (1523-25), 80 x 135 cm, Ermitaż, Sankt Petersburg
- Madonna z Dzieciątkiem i świętymi – 82,6 x 127 cm, Metropolitan Museum of Art, Nowy Jork
- Madonna z Dzieciątkiem i świętymi – (1525-30), 86 x 139 cm, Ca’ Rezzonico, Wenecja
- Madonna z Dzieciątkiem i świętymi – (ok. 1530), 73 x 116,8 cm, National Gallery, Londyn
- Madonna z Dzieciątkiem i świętymi – (1540-49), 112 x 169,8 cm, The Walters Art Museum, Baltimore
- Objawienie wieczności – (ok. 1535), 204 x 436 cm, Gallerie dell’Accademia, Wenecja
- Odnalezienie Mojżesza – (1545), 175 x 355 cm, Pinakoteka Brera, Mediolan
- Odpoczynek podczas ucieczki do Egiptu – (1530), 96 x 85,5 cm, Ermitaż, Sankt Petersburg
- Pokłon pasterzy – (1523-25), 76 x 119,5 cm, Ermitaż, Sankt Petersburg
- Sacra Conversazione – (ok. 1515), 107 x 145 cm, Galleria Palatina, Florencja
- Salome z głową Jana Chrzciciela – (ok. 1530), 70 x 59,5 cm, Kunsthistorisches Museum, Wiedeń
- Święta Rodzina –  Bazylika konkatedralna Wniebowzięcia Najświętszej Maryi Panny w Gdańsku
- Św. Rodzina ze św. Janem Chrzcicielem – 93 × 115 cm, Zamek Królewski na Wawelu, Kraków
- Święta Rodzina ze świętymi – (ok. 1525), 155 x 202 cm, Luwr, Paryż
- Św. Michał Archanioł zwyciężający Lucyfera – (ołtarz), Bazylika Santi Giovanni e Paolo, Wenecja
- Triumf Czystości – (1530-40), 148 x 241 cm, Kunsthistorisches Museum, Wiedeń
- Triumf Miłości – (1530-40), 148 x 241 cm, Kunsthistorisches Museum, Wiedeń
- Tronujący Chrystus – (1531), Gallerie dell’Accademia, Wenecja
- Trzy amorki – 74,5 x 75 cm, Gemäldegalerie, Berlin